# Sotira
Sotira (in greco Σωτήρα) è un comune di Cipro, situato nel distretto di Famagosta.

## Etimologia del nome
L'ipotesi più probabile è che Sotira venga da Σωτήρας (Sotiras) che significa salvatore, riferito a Gesù Cristo.